# Onyx Grand Prix
Onyx war der Name eines britischen Motorsport-Rennteams, das in der Formel 2, Formel 3000 und Formel 1 angetreten ist. Das Team war ansässig in Littlehampton, Großbritannien.

## Die Vorgeschichte: Mike Earle im Motorsport
Onyx Racing wurde 1978 von Mike Earle und Greg Field gegründet. Mike Earle hatte in den vorangegangenen 15 Jahren in einer Vielzahl von Rennteams als Manager gearbeitet und auf diese Weise eingehende Erfahrungen im Motorsport sammeln können:
- In den späten 1960er Jahren betrieb Mike Earle den britischen Rennstall Church Farm Racing, mit dem er primär in der Formel 3 aktiv war. In der Saison 1968 trat Church Farm Racing auch in der Formel-2-Europameisterschaft an.
- Ab 1972 betrieb Mike Earle zusammen mit David Purley den Rennstall LEC, der die Rennsportaktivitäten Purleys in mehreren Rennklassen bündelte. LEC trat zunächst in der Formel 2 an. In der Saison 1977 war das Team mit einem von Mike Pilbeam entworfenen Fahrzeug in der Formel 1 aktiv. Der Rennbetrieb des Teams endete nach dem Großen Preis von Großbritannien 1977, als David Purley schwer verunglückte und sein Rennauto zerstörte.

## Onyx in der Formel 2

### 1979
1979 erschien das Onyx-Team erstmals im internationalen Motorsport. Das Team meldete sich für die Formel-2-Europameisterschaft. Das Team setzte als einziger Rennstall einen Pilbeam Mk42 mit einem Hart-Motor ein; Fahrer war Patrick Nève, der 1977 für das neu gegründete Team Williams Grand Prix Engineering in der Formel 1 gefahren und für die Saison 1979 kurzfristig als Fahrer des Teams Willi Kauhsen Racing Team im Gespräch gewesen war. Die Kombination aus neuem Team und problematischem Auto war insgesamt nicht erfolgreich. Onyx Racing bestritt nur die erste Hälfte der Formel-2-Saison 1979 und zog sich nach dem Gran Premio di Roma zunächst zurück.

### 1980
Die Saison 1980 verlief ähnlich problematisch. Das Team nannte sich nunmehr Mike Earle Racing with March und setzte einen aktuellen March 802 ein. Einige Quellen berichten, dass Mike Earle einen Semi-Werksstatus von March Engineering erhalten hatte; tatsächlich trat das Team erst in der zweiten Hälfte der Saison an, und selbst dann wurden noch einige Rennen ausgelassen. Als Fahrer agierte zunächst kurzfristig Johnny Cecotto; später wurde der italienische Newcomer Riccardo Paletti gemeldet. Insgesamt erreichte das Team in diesem Jahr keine zählbaren Ergebnisse.

### 1981
In der Saison 1981 trat Mike Earles Team neben dem March-Werksteam an. Die Meldebezeichnung lautete March Onyx Racing Team; Onyx war in diesem Jahr ein bevorzugter Kunde von March Engineering. Es erhielt das gleiche Material wie das Werksteam und verwendete ebenfalls den Werks-Motor von BMW, während andere Kundenteams auf Triebwerke zurückgreifen mussten, die bei unabhängigen Tunern gewartet wurden. Onyx Team trat mit nur einem Fahrzeug an, das für Riccardo Paletti gemeldet wurde. Paletti wurde beim Auftaktrennen in Silverstone (BRDC International Trophy) Zweiter und war hier bester March-Pilot. Im Laufe der Saison schlossen sich noch ein dritter (British Automobile Drivers Club „200“) und ein sechster Platz beim Gran Premio di Roma an, weitere Positionierungen in den Punkterängen gab es nicht. Paletti belegte am Saisonende mit 11 Punkten Rang 10 der Fahrerwertung.
Im Folgejahr war Onyx nicht in der Formel 2 aktiv. Das Team organisierte in der ersten Jahreshälfte die Formel-1-Einsätze von Emilio de Villota, die unter der Meldebezeichnung LBT Team March stattfanden und erfolglos verliefen.

### 1983
Aufgrund seiner guten Beziehungen zu Unternehmen und Entscheidungsträgern im Motorsport gelang es Mike Earle für 1983, die aktuellen Wagen von March einzusetzen und zudem Werksunterstützung zu erhalten. Onyx agierte dabei als Quasi-Werksteam, da March Engineering sein eigenes Werksteam mit Ablauf der Saison 1982 aufgelöst hatte. Onyx setzte je einen Wagen für Beppe Gabbiani und Johnny Cecotto und Christian Danner ein; ein drittes Auto wurde wechselweise von Thierry Tassin, Patrick Nève und Dave Scott gefahren. Danners Einsatz wurde nahezu vollständig von BMW finanziert.
Der Verlauf der Saison 1983 war zweigeteilt. In der ersten Hälfte dominierte das Onyx-Team; Gabbiani gewann vier der ersten fünf Rennen. Gabbiani wurde dabei von dem ehemaligen Rennfahrer Peter Gethin unterstützt, der als Berater für Onyx arbeitete. Onyx konnte allerdings die Dominanz nicht über die ganze Saison aufrechterhalten. Eine wesentliche Ursache für die nachlassende Leistung war die Verwindungsfreudigkeit des March 832, die weder das Team noch der Hersteller kurzfristig beseitigen konnten. Anstelle der Konstruktion eines festeren Monocoques beschränkte sich March darauf, an einzelnen Stellen nachträgliche Versteifungen aus Kunststoff zu installieren. Der Ralt RH6 des konkurrierenden Ralt-Werksteams war weitaus belastbarer als der March; hinzu kam eine um ca. 30 PS höhere Leistung des von Ralt verwendeten Honda-Motors. Während Gabbiani nach dem fünften Saisonrennen in Vallelunga nur noch einmal punkten konnte, begann im Frühsommer eine Siegesserie des Ralt-Werksfahrers Jonathan Palmer, der, beginnend mit den Donington „50.000“ Ende Juni 1983, alle verbleibenden Rennen der Saison gewann. Gabbiani führte bis zum 7. Saisonrennen die Fahrerwertung an, danach übernahm Palmer die Spitzenposition. Gabbiani belegte am Saisonende hinter Palmer und dessen Teamkollegen Mike Thackwell den dritten Platz der Fahrerwertung.

### 1984
Im letzten Jahr der Formel 2 setzte Onyx wiederum die neuesten Wagen von March ein, das Modell 842. Der Motor war klassenüblich ein Vierzylinder von BMW, der nunmehr von Heini Mader Racing Components in der Schweiz getunt wurde. Onyx setzte regelmäßig drei Fahrzeuge ein. Christian Danner war nicht mehr im Team, er war zum Saisonbeginn zum britischen Konkurrenzteam PMC Motorsport gewechselt. Für Onyx fuhren nunmehr Thierry Tassin (Startnummer 3), Emanuele Pirro (Nr. 4) und Pierre Petit (Nr. 5). Tassin wurde beim Rennen in Pergusa einmalig durch Beppe Gabbiani ersetzt. Zum letzten Rennen des Jahres – und zugleich dem letzten Rennen der Formel 2 – fuhr Derek Bell ein viertes Auto für das Onyx-Team. Die Ergebnisse der verschiedenen Fahrer waren solide, aber bei weitem nicht herausragend: Pirro, Tassin und Petit gelang jeweils nur ein einziger Podestplatz neben einer Reihe weiterer Punktplatzierungen. Am Saisonende lag Pirro auf Platz 6 der Fahrerwertung und verdrängte den punktgleichen Tassin aufgrund besserer Einzelergebnisse auf Platz 7. Petit folgte auf Platz 9. Bell und Gabbiani erreichten bei ihren Einsätzen keine Punkte.

## Onyx in der Formel 3000
In den ersten vier Jahren der 1985 erstmals anstelle der Formel-2-Europameisterschaft ausgeschriebenen Internationalen Formel-3000-Meisterschaft trat Onyx ebenfalls an und setzte dabei weiterhin auf Wagen von March, die von DFV-Motoren von Cosworth angetrieben wurden.
Zunächst war das Team recht erfolgreich: 1985 konnte Emanuele Pirro zwei Saisonrennen gewinnen, zwei weitere Podestplatzierungen erzielen und wurde im Endergebnis Dritter. Den zweiten Wagen fuhr in den ersten fünf Saisonrennen Johnny Dumfries, danach bis Saisonende Mario Hytten. Dumfries gelang nur ein einziger Punkt, während Hytten nach einem fünften Platz in Pergusa im letzten Saisonrennen in Donington mit einem zweiten Platz überraschte.
1986 landete Pirro mit wiederum zwei Siegen und drei Podestplätzen erneut auf dem dritten Platz. Den zweiten Wagen von Onyx fuhr der Kanadier John Jones, der jedoch mit lediglich einem Punkt kaum nennenswerte Ergebnisse vorweisen konnte und darüber hinaus zweimal die Qualifikation zum Rennen verpasste. Daneben setzte Onyx noch ein drittes Fahrzeug ein, das nacheinander vom US-Amerikaner Cary Bren, dem Südafrikaner Wayne Taylor und schließlich dem Briten Russell Spence gefahren wurde. Bis auf Spence, der einen weiteren Punkt erreichen konnte, blieben aber auch diese Einsätze ergebnislos.
1987 schließlich debütierte Stefano Modena in der F3000, war auf Anhieb erfolgreich und gewann mit drei Siegen und vier weiteren Punktplatzierungen schließlich den Meistertitel. Den zweiten Wagen von Onyx fuhr in diesem Jahr durchgehend Pierre-Henri Raphanel, der sich anders als seine Vorgänger in den Vorjahren durchgängig qualifizieren konnte und darüber hinaus mit einem dritten Platz sowie einer Pole-Position auf sich aufmerksam machen konnte. Allerdings stellte March im selben Jahr ein eigenes Formel-1-Projekt auf die Beine, das die wesentlichen Kapazitäten im Werk band und die Formel 3000 aus dem Blickfeld geraten ließ. In den Folgejahren waren die Formel-3000-Wagen von March denen von Reynard unterlegen, so dass das Onyx-Team keine großen Erfolge mehr einfahren konnte: 1988 erreichte Volker Weidler nur mehr drei Punktplatzierungen, während seine Teamkollegen Alfonso de Vinuesa, Steve Kempton und erneut Russell Spence im nicht bei allen Rennen eingesetzten zweiten Fahrzeug regelmäßig an der Qualifikation scheiterten. Dieser Umstand war ein wesentlicher Grund für die Entscheidung Mike Earles, sich nunmehr selbst auf die Formel 1 zu konzentrieren.

## Onyx in der Formel 1

### LBT Team March
Einen ersten Kontakt zur Formel 1 hatte es bereits 1982 gegeben: In jedem Jahr setzte Onyx Race Engineering kurzfristig einen March 821 in der Formel 1 ein. In jenem Jahr unterhielt RAM Racing ein eigenes Werksteam in der Formel 1, das mit Jochen Mass bzw. Rupert Keegan (jeweils Startnummer 17) und Raul Boesel (Startnummer 18) als Fahrer antrat. Im Frühjahr 1982 trat der wohlhabende Spanier Emilio de Villota, einer der letzten privaten Formel-1-Fahrer, an RAM heran und bat um einen Einsatz in einem Formel-1-Auto. Da RAM mit der Vorbereitung und dem Einsatz der eigenen Autos selbst ausgelastet war, andererseits aber die finanziellen Möglichkeiten de Villotas kannte und sie nicht ungenutzt lassen wollte, stellte March eine Verbindung zu Onyx Race Engineering her, das bereit war, mit eigener Infrastruktur und der Finanzierung durch Emilio de Villota einen Formel-1-Wagen für den Spanier an den Start zu bringen.
Das Team wurde unter dem Namen LBT Team March gemeldet; Emilio de Villota erhielt die Start Nr. 19. Als Fahrzeug wurde ein March 821 gemeldet, also der gleiche Typ, den auch das Werksteam einsetzte.
Das LBT Team March und Emilio de Villota erschienen zu allen Rennen, die zwischen dem 15. Mai und dem 16. Juli 1982 abgehalten wurden. Das waren die Großen Preise von Monaco, Belgien, USA-Ost in Detroit, Kanada und England. Zu keinem dieser Rennen konnte sich Emilio de Villota qualifizieren. Nach dem fünften Anlauf gab er seine Formel-1-Ambitionen endgültig auf; er startete nicht wieder in der Formel 1.

### Eigenes Team 1989 und 1990
Seit Ende 1987 befasste sich Mike Earle mit dem dauerhaften Einstieg seines Teams in die Formel 1. Unmittelbarer Anlass war die nachlassende Konkurrenzfähigkeit der Formel-3000-Autos von March, die man bislang eingesetzt hatte. Im Übrigen zeichnete sich das Ende der kostenintensiven Turbo-Jahre der Formel 1 ab, so dass Earle – wie viele andere Teamchefs auch – die realistische Möglichkeit sahen, ab 1989 zu passablen finanziellen Konditionen Motorsport der höchsten Klasse betreiben zu können.

#### Formel-1-Saison 1989
Im Laufe des Jahres 1988 entwickelte der britische Ingenieur Alan Jenkins ein handliches, solide gemachtes Formel-1-Auto mit der Bezeichnung ORE-1. Lange hielt sich in Großbritannien das Gerücht, das Formel-1-Auto von Onyx sei im Grunde nichts anderes als ein überarbeiteter March 881. Das trifft nicht zu; die Unterschiede im Detail waren erheblich. Gleichwohl wird man davon ausgehen können, dass sich Alan Jenkins von der technischen Basis der Formel-3000-Autos von March hatte inspirieren lassen; immerhin waren diese Autos zu einer Zeit, als er an dem Formel-1-Wagen für Onyx arbeitete, täglich in der Onyx-Werkstatt verfügbar. Als Motor wurde ein Cosworth-DFR-Triebwerk vorgesehen, das von Hart Racing Engines getunt wurde. Schließlich schien auch die Finanzierung des Renneinsatzes realisierbar zu werden, als Anfang 1989 der belgische Unternehmer Jean-Pierre Van Rossem zunächst einen Sponsor-Vertrag abschloss und später auch Anteile am Team selbst erwarb. Van Rossem ließ großzügig den Namenszug seines Unternehmens „Moneytron“ auf dem Wagen plakatieren, ein belgischer Finanzbetrieb, der 1988 fantastische Gewinne erwirtschaftet hatte, de facto aber nach dem illegalen Schneeball-System agiert haben dürfte.
Für die ersten Rennen des Jahres meldete Onyx den schwedischen Routinier Stefan Johansson, der von 1985 bis 1987 bei den Spitzenteams Ferrari und McLaren ansprechende Leistungen gezeigt hatte, im Jahr zuvor jedoch unter schwierigen Bedingungen bei Ligier gefahren war und dort mit nur zwei Zielankünften außerhalb der Punkteränge einerseits und sechs verpassten Qualifikationen andererseits Schiffbruch erlitten hatte. Johansson erhielt die Startnummer 36. Ihm zur Seite stellte man den Debütanten Bertrand Gachot, der weder Erfahrung noch Motivation hatte und vor allem durch öffentliche Kritik am Team und an van Rossem auffiel. Ab dem Großen Preis von Portugal wurde Gachot durch den finnischen Debütanten JJ Lehto ersetzt, der im Vorjahr souverän die Britische Formel-3-Meisterschaft gewonnen hatte und 1989 neben Einsätzen in der F3000 unter anderem als Formel-1-Testfahrer für Ferrari fuhr.
In sportlicher Hinsicht verlief das erste Jahr letztlich erfolgreich, obgleich die Saison für Onyx eher schwierig anlief. Als Neuling waren beide Fahrzeuge des Teams der Vorqualifikation unterworfen. Johansson verpasste diese zu Saisonbeginn drei Mal, ab dem Großen Preis von Mexiko konnte er sich aber vorerst etablieren und sich für dieses Rennen und die drei folgenden Läufe jeweils mit deutlichem Abstand zu den hinteren Startplätzen qualifizieren. Das beste Qualifikationsergebnis war dabei der 13. Startplatz beim Großen Preis von Frankreich, den Johansson überdies auf dem 5. Platz beenden konnte, womit er die ersten Punkte des Teams erzielte. Im folgenden Großen Preis von Großbritannien scheiterte Johansson zwar wieder an der Vorqualifikation, nahm bis Saisonende aber an noch an vier weiteren Rennen teil. Die besten Ergebnisse gingen dabei auch hier mit guten Qualifikationen einher: In Belgien startete Johansson von Platz 15 und fuhr bis auf den achten Rang vor. In Portugal schließlich folgte auf den Start von Rang 12 ein gutes Rennen, an dessen Ende Johansson als Drittplatzierter auf dem Podium stand. Dies war das beste Ergebnis des Jahres, allerdings scheiterte Johansson in den verbliebenen drei Saisonrennen nochmals jeweils an der Vorqualifikation.
Bertrand Gachot tat sich wesentlich schwerer als sein Teamkollege. Zwar scheiterte er nur in den ersten sechs Saisonrennen an der Vorqualifikation, kam danach aber bei drei weiteren Rennen nicht über die eigentliche Qualifikation hinaus und kam nur bei einem von fünf Rennen, für die er sich letztlich qualifizieren konnte, überhaupt ins Ziel. Dies geschah beim Großen Preis von Großbritannien, den Gachot auf Platz 12 als Letzter beendete. Zuvor war Gachot beim Großen Preis von Frankreich zwar mit Motorschaden vor dem Ziel ausgefallen, aufgrund der zurückgelegten Strecke noch auf Platz 13 gewertet worden. In den letzten vier Saisonrennen wurde Gachot durch JJ Lehto ersetzt. Lehto brachte ebenfalls keine zählbaren Ergebnisse; er scheiterte zweimal an der Vorqualifikation und fiel in den beiden Rennen, zu denen er sich qualifizieren konnte, mit technischen Problemen aus.
Das Onyx-Team erreichte 1989 insgesamt sechs Punkte, die alle von Stefan Johansson eingefahren wurden. Johansson kam damit in der Fahrerwertung auf Platz 12, während das Team in der Konstrukteurswertung Platz 10 erreichte. Diese Platzierung bedeutete, dass Onyx in der ersten Hälfte der Folgesaison von der Vorqualifikation befreit war.
Problematischer war die Politik im Team. Van Rossem übernahm im Laufe des Jahres immer mehr Anteile am Team und war im Spätsommer zum Mehrheitseigner geworden. Das tat dem Team nicht gut. Der auffällige, mitunter als ungepflegt wahrgenommene Jean-Pierre van Rossem war kein geborener Diplomat; immer wieder trat er polternd auf, beschimpfte Funktionäre wie Bernie Ecclestone und verkündete laute, unrealistische Zukunftsperspektiven. All dies ließ Zweifel an der Seriosität des Rennstalls aufkommen.
Zunächst beeindruckten die Erfolge des jungen Rennstalls noch, und die Aussichten für die Zukunft des Teams schienen noch im Sommer 1989 rosig. Als Porsche im Laufe des Jahres 1989 sein Comeback in der Formel 1 ankündigte, war Onyx die erste Wahl, und mehreren Presseberichten zufolge stand Porsche kurz vor einem Vertragsschluss mit Van Rossem und Onyx. Als sich allerdings im Herbst 1989 die Pressemitteilungen über Ermittlungen der belgischen Polizei gegen van Rossem mehrten, zog Porsches seinerzeitiger Vorstandsvorsitzender Heinz Branitzki die Notbremse. Wenig später wurde eine Allianz zwischen Porsche und Arrows verkündet, die 1990 wirksam werden sollte, wegen nachhaltiger Erfolglosigkeit der Kombination aus Auto und Motor allerdings nur wenige Monate hielt.
Der Rückzug von Porsche ließ Jean-Pierre van Rossem ersichtlich die Lust an der Formel 1 verlieren. Sein Recht als Mehrheitseigner ausnutzend, entließ er zudem im Dezember 1989 den Teamgründer Mike Earle. All dies führte dazu, dass in den rennfreien Monaten zwischen November 1989 und Februar 1990 Stillstand bei Onyx herrschte. Es erfolgte keine Weiterentwicklung, es war nicht einmal klar, ob und mit welchem Konzept das Team in die Saison 1990 starten würde.

#### Formel-1-Saison 1990: Onyx-Monteverdi

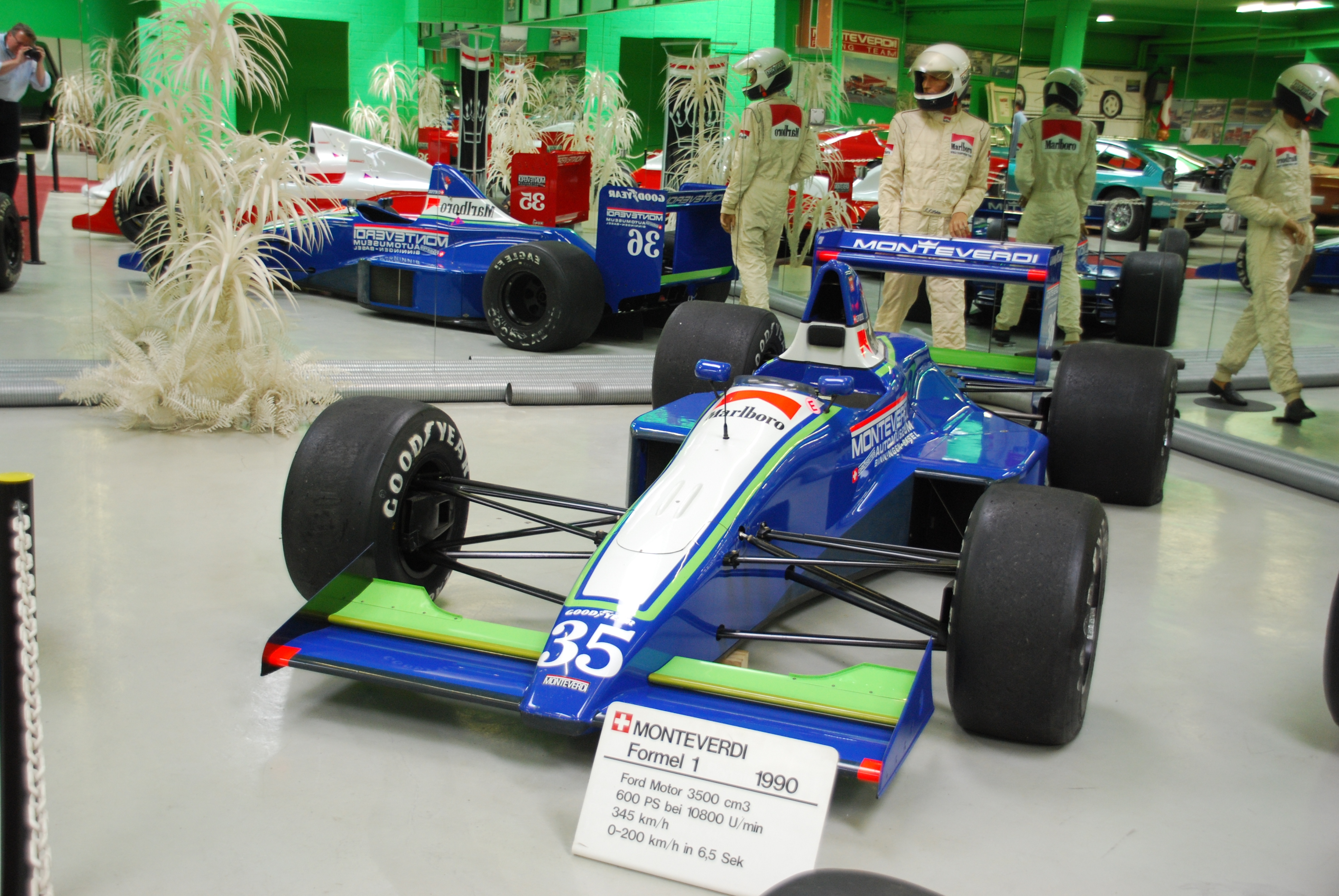
Onyx ORE-1B aus der Formel-1-Saison 1990

Am 17. Februar 1990 verkündete Jean-Pierre van Rossem, dass Onyx den Rennbetrieb einstellen und zur Formel-1-Meisterschaft 1990 nicht antreten werde. Zeitgleich verkaufte er den Rennstall an das japanische Verlagsunternehmen Middlebridge, das bereits ein Formel-3000-Team besaß und kurzfristig in Großbritannien als Automobilproduzent aufgetreten war, indem es von 1987 bis 1988 insgesamt 90 Exemplare des zuvor werksseitig eingestellten Reliant Scimitar GTE hergestellt hatte.
Middlebridge kündigte umgehend die Wiederaufnahme des Rennbetriebs bei Onyx an; tatsächlich wurde aber wenig unternommen, um dieses Ziel auch umzusetzen. Stattdessen erwarb Middlebridge Anfang März 1990 auch noch das traditionsreiche Formel-1-Team Brabham, das zuvor dem Schweizer Unternehmer Joachim Lüthi gehört hatte und nunmehr, nachdem dieser wegen Wirtschaftsvergehens inhaftiert worden war, ebenfalls keinen erkennbaren Rennbetrieb zeigte. Zunächst war nicht klar, wie Middlebridge den Betrieb zweier Rennställe koordinieren wollte; kurzzeitig hielt sich das Gerücht, man wolle das traditionsreiche Brabham-Team zugunsten von Onyx auflösen. Für diese Entscheidung hätte der Umstand gesprochen, dass Onyx – anders als Brabham – aufgrund besserer Ergebnisse in der zweiten Saisonhälfte 1989 in der ersten Hälfte der Saison 1990 nicht der Vorqualifikation unterlag und somit einigermaßen sichere Rennteilnahmen erreichen konnte. Andererseits hatte Brabham den bei weiterem besseren Namen, so dass man sich letzten Endes für den alleinigen Betrieb von Brabham entschied. Onyx hingegen schien abermals vor dem Ende zu stehen. Zwar reiste das Team zum Auftaktrennen 1990 an; auch die bisherigen Fahrer erschienen im Fahrerlager. Wie allerdings ein Rennbetrieb ermöglicht werden sollte, war völlig unklar.
Rettung für Onyx kam kurz vor dem ersten Training in Gestalt der Schweizer Geschäftsleute Peter Monteverdi und Karl Foitek. Peter Monteverdi hatte in der Automobilwelt einen klangvollen Namen: Von 1967 bis 1984 hatte er in Basel mit seinem Unternehmen Monteverdi eine Reihe legendärer Sportwagen hergestellt. Monteverdi, dem die Leitung des Tagesgeschäfts übertragen wurde, und Foitek übernahmen den Rennstall mit allen Aktiva und Passiva und sicherten so das Überleben des britischen Teams. Grund für diesen Schritt war im Wesentlichen der Schweizer Rennfahrer Gregor Foitek, der Sohn des Schweizer Ferrari-Importeurs Karl Foitek, der seinerseits mit Peter Monteverdi befreundet war. Gregor Foitek hatte 1989 bei dem erfolglosen italienischen Formel-1-Team EuroBrun Racing debütiert, konnte sich in diesem Jahr aber kein einziges Mal zu einem Rennen qualifizieren. Für die ersten beiden Rennen des Jahres 1990 hatte Foitek – möglicherweise durch den damaligen Team-Eigentümer Joachim Lüthi vermittelt – einen Vertrag bei Brabham, allerdings hatte Middlebridge nach der Übernahme des Teams klargemacht, dass eine Verlängerung des Foitek-Vertrages nicht in Frage komme. Letztlich erwies sich die Übernahme des Onyx-Teams als einzige Möglichkeit, Gregor Foitek in der Formel 1 zu belassen.
Das Team trat 1990 als Onyx-Monteverdi an; später wurde der Zusatz „Onyx“ weggelassen. Die Bezeichnung der Autos ist unklar; je nach Quelle wurden sie ORE-1B oder ORE-2 benannt. Die technische Basis erwies sich noch immer als brauchbar, allerdings führten finanzieller Mangel und dilettantische Entscheidungen der Teamleitung dazu, dass bald keine konkurrenzfähigen Leistungen mehr zu erreichen waren.
Da Gregor Foitek für die ersten beiden Rennen des Jahres an Brabham gebunden war, startete Onyx-Monteverdi zunächst mit der bekannten Fahrerpaarung Stefan Johansson (Start Nr. 35) und JJ Lehto (Nr. 36).
In den ersten beiden Rennen des Jahres in Phoenix und Brasilien gelang es keinem der Fahrer, sich für ein Rennen zu qualifizieren.
Als zum dritten Saisonrennen Gregor Foitek planmäßig ins Team kam, entschied sich Peter Monteverdi aus finanziellen Gründen dafür, den erfahrenen Stefan Johansson zu entlassen und Foitek seinen Platz neben dem jungen Lehto einnehmen zu lassen. Konstrukteur Alan Jenkins ging von selbst, nachdem Monteverdi ihm in Aussicht gestellt hatte, dass sein Gehalt um 70 % gekürzt würde. Auch eine Reihe von Mechanikern verließen das Team. All dies wirkte sich nachhaltig auf die Erfolgsaussichten des Teams aus.
Die Fahrer gaben ihr Bestes, scheiterten aber immer wieder an der zunehmend veralteten Mechanik des Autos. Vom Großen Preis von San Marino bis zum Rennen in Mexiko-Stadt schafften sie es regelmäßig sich für die Rennen zu qualifizieren. Einen Zieleinlauf erreichten sie allerdings nur zweimal (Lehto in Imola als 12. und Foitek in Mexiko als 15.). In Monte Carlo fuhr Foitek lange auf der sechsten Position, wurde aber in den letzten Runden von Éric Bernard aus dem Rennen befördert. Aufgrund der zurückgelegten Strecke wurde Foitek jedoch noch als Siebter gewertet – paradoxerweise das beste Ergebnis von Onyx in diesem Jahr.
Nach dem zehnten Rennen der Saison wurde der Rennstall für immer geschlossen. Die Technik diente noch als Basis für den 1992 vorgestellten Monteverdi Prototypen Hai 650F1, der jedoch nie in Serie gebaut wurde.